# 24 Hours of Daytona 2018
24 Hours of Daytona 2018 – 24-godzinny wyścig samochodowy na torze Daytona International Speedway w miejscowości Daytona Beach na Florydzie. Zawody odbyły się w dniach 27–28 stycznia 2018.

## Wyniki zawodów
| Poz. | Klasa | Nr  | Drużyna                               | Kierowcy                                                                                    | Okrążenia | Czas         |
| ---- | ----- | --- | ------------------------------------- | ------------------------------------------------------------------------------------------- | --------- | ------------ |
| 1    | P     | 5   | Mustang Sampling Racing               | Filipe Albuquerque João Barbosa Christian Fittipaldi                                        | 808       | 24:01:32.128 |
| 2    | P     | 31  | Whelen Engineering Racing             | Mike Conway Eric Curran Stuart Middleton Felipe Nasr                                        | 808       | +1:10.544    |
| 3    | P     | 54  | CORE Autosport                        | Jon Bennett Colin Braun Romain Dumas Loïc Duval                                             | 808       | +1:31.982    |
| 4    | P     | 32  | United Autosports                     | Will Owen Paul di Resta Hugo de Sadeleer Bruno Senna                                        | 804       | +4           |
| 5    | P     | 78  | Jackie Chan DCR JOTA                  | Alex Brundle António Félix da Costa Ferdinand Habsburg Ho-Pin Tung                          | 804       | +4           |
| 6    | P     | 85  | JDC-Miller Motorsports                | Robert Alon Austin Cindric Devlin DeFrancesco Simon Trummer                                 | 798       | +10          |
| 7    | P     | 99  | JDC-Miller Motorsports                | Mikhail Goikhberg Gustavo Menezes Chris Miller Stephen Simpson                              | 798       | +10          |
| 8    | P     | 38  | Performance Tech Motorsports          | James French Kyle Masson Joel Miller Patricio O'Ward                                        | 796       | +12          |
| 9    | P     | 7   | Acura Team Penske                     | Hélio Castroneves Graham Rahal Ricky Taylor                                                 | 793       | +15          |
| 10   | P     | 6   | Acura Team Penske                     | Dane Cameron Juan Pablo Montoya Simon Pagenaud                                              | 793       | +15          |
| 11   | GTLM  | 67  | Ford Chip Ganassi Racing              | Ryan Briscoe Scott Dixon Richard Westbrook                                                  | 783       | +25          |
| 12   | GTLM  | 66  | Ford Chip Ganassi Racing              | Sébastien Bourdais Joey Hand Dirk Müller                                                    | 783       | +25          |
| 13   | GTLM  | 3   | Corvette Racing                       | Antonio García Jan Magnussen Mike Rockenfeller                                              | 781       | +27          |
| 14   | GTLM  | 4   | Corvette Racing                       | Marcel Fässler Oliver Gavin Tommy Milner                                                    | 780       | +28          |
| 15   | P     | 37  | Jackie Chan DCR JOTA                  | Robin Frijns Daniel Juncadella Felix Rosenqvist Lance Stroll                                | 777       | +31          |
| 16   | GTLM  | 62  | Risi Competizione                     | James Calado Alessandro Pier Guidi Davide Rigon Toni Vilander                               | 774       | +34          |
| 17   | GTLM  | 912 | Porsche GT Team                       | Earl Bamber Gianmaria Bruni Laurens Vanthoor                                                | 774       | +34          |
| 18   | GTLM  | 24  | BMW Team RLL                          | Nick Catsburg John Edwards Augusto Farfus Jesse Krohn                                       | 773       | +35          |
| 19   | P     | 52  | AFS/PR1 Mathiasen Motorsports         | Nicholas Boulle Roberto González Sebastián Saavedra Gustavo Yacamán                         | 771       | +37          |
| 20   | GTLM  | 911 | Porsche GT Team                       | Frédéric Makowiecki Patrick Pilet Nick Tandy                                                | 753       | +55          |
| 21   | GTD   | 11  | GRT Grasser Racing Team               | Mirko Bortolotti Rik Breukers Rolf Ineichen Franck Perera                                   | 752       | +56          |
| 22   | GTD   | 86  | Michael Shank Racing i Curb-Agajanian | A.J. Allmendinger Trent Hindman Katherine Legge Álvaro Parente                              | 751       | +57          |
| 23   | GTD   | 23  | Paul Miller Racing                    | Andrea Caldarelli Bryce Miller Bryan Sellers Madison Snow                                   | 751       | +57          |
| 24   | GTD   | 33  | Mercedes-AMG Team Riley Motorsports   | Jeroen Bleekemolen Adam Christodoulou Ben Keating Luca Stolz                                | 751       | +57          |
| 25   | GTD   | 64  | Scuderia Corsa                        | Townsend Bell Sam Bird Frankie Montecalvo Bill Sweedler                                     | 751       | +57          |
| 26   | GTD   | 44  | Magnus Racing                         | Andrew Davis Andy Lally John Potter Markus Winkelhock                                       | 750       | +58          |
| 27   | GTD   | 29  | Montaplast by Land-Motorsport         | Sheldon van der Linde Kelvin van der Linde Christopher Mies Jeffrey Schmidt                 | 749       | +59          |
| 28   | GTD   | 75  | SunEnergy1 Racing                     | Mikaël Grenier Kenny Habul Thomas Jäger Maro Engel                                          | 745       | +63          |
| 29   | GTD   | 15  | 3GT Racing                            | Dominik Farnbacher Jack Hawksworth David Heinemeier Hansson Scott Pruett                    | 744       | +64          |
| 30   | GTD   | 63  | Scuderia Corsa                        | Alessandro Balzan Gunnar Jeannette Cooper MacNeil Jeff Segal                                | 744       | +64          |
| 31   | GTD   | 93  | Michael Shank Racing i Curb-Agajanian | Lawson Aschenbach Mario Farnbacher Côme Ledogar Justin Marks                                | 741       | +67          |
| 32   | GTD   | 71  | P1 Motorsports                        | Robby Foley Kenton Koch JC Perez Loris Spinelli                                             | 741       | +67          |
| 33   | GTD   | 19  | GRT Grasser Racing Team               | Christian Engelhart Christoph Lenz Louis Machiels Ezequiel Pérez Companc Max van Splunteren | 739       | +69          |
| 34   | GTD   | 96  | Turner Motorsport                     | Jens Klingmann Mark Kvamme Cameron Lawrence Martin Tomczyk Don Yount                        | 733       | +75          |
| 35   | GTLM  | 25  | BMW Team RLL                          | Bill Auberlen Connor De Phillippi Philipp Eng Alexander Sims                                | 731       | +77          |
| 36   | GTD   | 14  | 3GT Racing                            | Dominik Baumann Philipp Frommenwiler Bruno Junqueira Kyle Marcelli                          | 719       | +89          |
| 37   | GTD   | 69  | HART                                  | Ryan Eversley John Falb Chad Gilsinger Sean Rayhall                                         | 719       | +89          |
| 38   | P     | 23  | United Autosports                     | Fernando Alonso Phil Hanson Lando Norris                                                    | 718       | +90          |
| 39   | GTD   | 82  | Risi Competizione                     | Santiago Creel Martin Fuentes Matt Griffin Miguel Molina Ricardo Pérez de Lara              | 715       | +93          |
| 40   | GTD   | 73  | Park Place Motorsports                | Jörg Bergmeister Patrick Lindsey Tim Pappas Norbert Siedler                                 | 675       | +133         |
| 41   | GTD   | 58  | Wright Motorsports                    | Mathieu Jaminet Patrick Long Christina Nielsen Robert Renauer                               | 666       | +142         |
| 42   | P     | 20  | BAR1 Motorsports                      | Marc Drumwright Brendan Gaughan Eric Lux Alex Popow                                         | 642       | +166         |
| 43   | GTD   | 59  | Manthey Racing                        | Matteo Cairoli Sven Müller Harald Proczyk Steve Smith Randy Walls                           | 637       | Nie ukończył |
| 44   | GTD   | 51  | Spirit of Race                        | Paul Dalla Lana Pedro Lamy Mathias Lauda Daniel Serra                                       | 571       | +237         |
| 45   | P     | 10  | Wayne Taylor Racing                   | Ryan Hunter-Reay Jordan Taylor Renger van der Zande                                         | 555       | Nie ukończył |
| 46   | P     | 55  | Mazda Team Joest                      | Jonathan Bomarito Spencer Pigot Harry Tincknell                                             | 541       | Nie ukończył |
| 47   | P     | 77  | Mazda Team Joest                      | Oliver Jarvis Tristan Nunez René Rast                                                       | 530       | Nie ukończył |
| 48   | P     | 22  | Tequila Patrón ESM                    | Pipo Derani Nicolas Lapierre Johannes van Overbeek                                          | 438       | Nie ukończył |
| 49   | P     | 2   | Tequila Patrón ESM                    | Ryan Dalziel Olivier Pla Scott Sharp                                                        | 338       | Nie ukończył |
| 50   | P     | 90  | Spirit of Daytona Racing              | Eddie Cheever III Matt McMurry Tristan Vautier                                              | 291       | Nie ukończył |